# Nur Shams
El campament de Nur Shams (àrab: مخيّم نور شمس, muẖayyam Nūr Xams) és un camp de refugiats palestins de la governació de Tulkarem, a Cisjordània, 3 kilòmetres a l'est de Tulkarem. Segons l'Oficina Central Palestina d'Estadístiques, tenia 13,519 residents el 2022, 4440 dels quals infants. El 95,1% de la població de Nur Shams en 1997 eren refugiats.
L'historiador Benny Morris descriu que havia estat "una àrea única i exclusivament àrab" a principis de 1936.
Durant el període del Mandat hi havia situat a Nur Shams un camp de detenció britànic.
Els primers refugiats del campament, fugits de diferents territoris del nord Palestina ocupats per Israel el 1948 i dels quals foren expulsats per les matances i neteja ètnica israeliana, havien estat refugiats anteriorment a la zona de Jenin anomenada Janzur, fins que una tempesta de neu va destruir les seves tendes i els va obligar a traslladar-se a la zona de Tulkarem. A partir d'aquest incident, el campament de Nur Shams es va establir el 1952 sobre 226 dúnams. Nur Shams inclogué refugiats de 37 pobles veïns que foren destruïts per Israel, molts relacionats per parentiu i matrimonis mixtos. L'origen compartit de la població fa que sigui una comunitat molt unida.
El camp va ser transferit al control de l'Autoritat Palestina el novembre de 1998, després de la signatura del memoràndum de Wye River i la primera fase de redistribució israeliana.Posteriorment Israel ha realitzat nombroses incursions militars, atacs aeris i amb forces terrestres, matant residents, destruint gran part de la infrastructura, carreteres, canonades, clavegueram i edificis. Durant aquestes incursions, l'exèrcit d'ocupació Israelià desplega habitualment munició real, gasos lacrimògens i altres formes d'armes dirigides als residents del campament. Sovint entren al campament durant la nit, causant danys a les cases i propietats dels refugiats palestins. En el darrer període de conflicte més intens, des d'octubre de 2023 fins a maig de 2024, les forces d'ocupació israelianes havien fet 35 incursions i matat 57 residents del camp en les seves incursions, la majoria civils, a més de membres de les diferents forces de resistència palestines, van enderrocar 130 cases i 1.600 van resultar parcialment danyades. Una llar d'infants, un centre juvenil i la seu oficial d'organitzacions locals van ser arrasades, així com totes les mesquites danyades.
Un canal de clavegueram obert que va des de Nablus fins a Tulkarm limita amb el campament. A l'hivern, el cabal d'aigües residuals augmenta a causa de l'aigua de pluja. Les inundacions posteriors causen danys i perills per a la salut.
Les dues escoles del camp estan en mal estat i apareixen a la llista de prioritats de la UNRWA per al reemplaçament pendent d'obtenir fons per dur a terme el projecte. En 2004 es va construir una escola de quatre pisos que té 1035 alumnes, l'escola de nenes va ser construïda el 2001 i té 975 alumnes.
El centre de salut de Nur Shams gestionat per l'UNRWA va ser reobert en 1996 amb aportacions del Govern d'Alemanya.
Donat el terreny limitat disponible al campament, els residents només poden construir cap amunt i als carrers del campament per acollir la població en creixement. Això ha deixat molts carrers del campament inaccessibles als vehicles, cosa que és especialment problemàtica en casos d'emergència. A més, moltes famílies viuen en condicions perilloses perquè els seus refugis no es van construir per suportar pisos addicionals. El campament gairebé no té espais oberts. Les condicions de vida amuntegades tensen les relacions dins de les llars, cosa que afecta directament el benestar dels residents.
Molts residents del campament, tant dones com homes, busquen feina a Israel, fins i tot en el sector agrícola, per la manca d'ocupació disponible. Quan Israel aplica restriccions d'accés i moviment als punts de control propers, és habitual que impedeixi als pares tornar a casa al campament després del dia de feina, especialment durant la temporada alta agrícola. Aquesta situació presenta nombrosos reptes de protecció per als nens, en particular, amb nens sovint deixats sense acompanyament o sense vigilància durant períodes prolongats a causa de les restriccions de moviment imposades pels militars israelians.